# Laraine Newman
Pour les articles homonymes, voir Newman.
Laraine Newman est une actrice américaine, née le 2 mars 1952 à Los Angeles, en Californie (États-Unis).

## Filmographie
- 1975 : Manhattan Transfer (série télévisée)
- 1976 : Tunnel Vision (en) de Neal Israel et Bradley R. Swirnoff : Sonja
- 1978 : American Hot Wax : Teenage Louise
- 1980 : Wholly Moses! : Zoey / Zerelda
- 1980 : Stardust Memories : Film Executive
- 1981 : Steve Martin's Best Show Ever (TV) : The Artist's Friend / Mona
- 1983 : We're All Devo : Donut Rooter
- 1983 : The Coneheads (TV) : Connie (voix)
- 1984 : Her Life as a Man (TV) : Barbara
- 1985 : This Wife for Hire (TV) : Louise Bellini
- 1985 : Perfect : Linda
- 1985 : Suivez cet oiseau (Sesame Street Presents: Follow that Bird) : Mommy Dodo (voix)
- 1986 : Canned Film Festival (série télévisée) : Chief Usherette / Host
- 1986 : My Town (TV) : Cynthia Fisher
- 1986 : L'invasion vient de Mars (Invaders from Mars) : Ellen Gardner
- 1991 : Junior le terrible 2 (Problem Child 2) : Lawanda Dumore
- 1992 : Porco Rosso (Kurenai no buta) de Hayao Miyazaki : voix additionnelles
- 1993 : The Waiter : Mother
- 1993 : Coneheads de Steve Barron : Laarta
- 1993 : Witchboard 2: la planche aux maléfices (Witchboard 2: The Devil's Doorway) : Elaine
- 1993 : Problem Child (série télévisée) :  voix additionnelles
- 1994 : Revenge of the Red Baron : Carol Spencer
- 1994 : La Famille Pierrafeu (The Flintstones) : Susan Rock
- 1996 : Alone in the Woods : Sherry Rogers
- 1996 : Radiant City (TV) : Flo
- 1996 : La Course au jouet (Jingle All the Way) de Brian Levant : First Lady
- 1997 : Naked in the Cold Sun
- 1997 : Demolition University (vidéo) : Professor Harris
- 1998 : Histeria! (série télévisée) : Charity Bazaar / Miss Information / Joan of Arc / Histeria Kid Chorus / Martha Lincoln (voix)
- 1998 : The Modern Adventures of Tom Sawyer : Aunt Polly
- 1998 : Just Add Water : Sylvia
- 1998 : Las Vegas Parano (Fear and Loathing in Las Vegas) : Frog-Eyed Woman
- 1998 : I'm Losing You : la directrice casting
- 1998 : Rusty, chien détective (Rusty : A Dog's Tale) : Bertha Bimini
- 1998 : Chow Bella
- 2000 : The Flunky
- 2000 : Endsville : Elizabeth Wilberforce
- 2001 : The Rugrats: All Growed Up (TV) : Samantha Shane (voix)
- 2001 : Monstres et Cie (Monsters, Inc.) : voix additionnelles (voix)
- 2001 : Jimmy Neutron : Un garçon génial (Jimmy Neutron: Boy Genius) : Hostess (voix)
- 2002 : La Famille Delajungle, le film (The Wild Thornberrys Movie) : voix additionnelles
- 2003 : Le Petit Monde de Charlotte 2 (Charlotte's Web 2: Wilbur's Great Adventure) (vidéo) : Gwen (voix)
- 2003 : Les Razbitume (All Grown Up) (série télévisée) : Samantha Shane (voix)
- 2006 : Van Stone: Tour of Duty (TV) : Mrs. Van Stone
- 2006 : The Wild : voix additionnelles (voix)
- 2006 : La Ferme en folie (Barnyard) : Snotty Boy's Friend #1 (voix)
- 2006 : Metalocalypse (anime tv) : News Reporter / Grandma / GMILF (voix)
- 2011 : Tom et Jerry et le Magicien d'Oz (Tom and Jerry and the Wizard of Oz) (vidéo) : Wicked Witch of the West, Miss Almira Gulch (voix)
- 2011-2016 : Kung Fu Panda : L'Incroyable Légende : Yan Fan